# Bratski (Ust-Labinsk)
Bratski (del ruso: Братский) es un jútor del raión de Ust-Labinsk del krai de Krasnodar de Rusia. Está situado en la desembocadura del río Sredni Zelenchuk en el río Zelenchuk Vtorói, afluente del río Kubán, 21 km al este de Ust-Labinsk y 79 km al nordeste de Krasnodar, la capital del krai. Tenía 1 452 habitantes en 2010.
Es cabeza del municipio Brátskoye, al que pertenecen asimismo Bolgov, Kalíninski, Semiónov, Novoyekaterínovka, Séverski, Novosiólovka, Sarátovski, Jersonski.

## Historia
A principios de la década de 1860 se establecieron en el emplazamiento del jútor varias familias de campesinos viejos creyentes procedentes de la gobernación de Poltava. En 1865 las tierras le fueron entregadas al coronel E. Makarov por sus servicios en la Guerra del Cáucaso, por lo que los campesinos se vieron forzados a pagarle un arriendo. En 1880 se creó una fraternidad que funcionaba como coopertativa agrícola laboral, con la intención de conseguir comprar las tierras. En 1882 contaba con 130 habitantes. Desde finales de 1885 la localidad comienza a conocerse oficialmente con el nombre actual. En 1896 contaba con 330 habitantes. En 1913 la localidad contaba ya con un molino, una capilla, una iglesia, dos escuelas privadas -una parroquial y otra cosaca- y tres dependientes del Ministerio de Educación Nacional del Imperio ruso, y contaba con 608 habitantes. A partir de 1915 se forma un volost centrado en la localidad. Tras la Primera Guerra Mundial y la revolución rusa de 1917 la población se había reducido a 200 personas. En 1927 Bratski contaba con 572 habitantes.